# Джессі Джеймс
Джессі Вудсон Джеймс (англ. Jesse Woodson James; 5 вересня 1847, Клей Каунті, Міссурі — 3 квітня 1882, Сейнт Джозеф, Міссурі) — знаменитий американський злочинець XIX століття, відомий сподвижникам під прізвиськом «Дінгус». Нерідко в літературі Джессі Джеймс зображується як свого роду Робін Гуд Дикого Заходу, що грабував багатих на користь бідних — однак, це не відповідає дійсності. «Подвиги» Джессі Джеймса збагатили лише його самого і його банду. Тим не менш входить до переліку національних народних героїв країни.

## Дитинство та юність
Джессі Джеймс народився в штаті Міссурі, в родині багатого фермера-баптиста з Кентуккі Роберта Джеймса. Його батько переїхав у Міссурі через три роки після весілля з матір'ю, уродженою Зерельдою Коул. Роберт Джеймс був одним із засновників William Jewell College у м. Ліберті, штат Міссурі (1849). Крім Джессі, в родини було ще двоє дітей — старший брат Александер Франклін «Френк» та молодша сестра Сюзан Лавінія. З початком золотої лихоманки Роберт Джеймс вважав за потрібне слідувати за своєю паствою, кинувшись на пошуки золота, і сім'я переїхала в Каліфорнію, де Роберт помер, коли Джессі було всього три роки. Овдовіла мати незабаром знову взяла шлюб — з Бенджаміном Сіммзом, а потім — з доктором Рубеном Семюелем. В останньому шлюбі народилося четверо дітей, що доводилися Джессі зведеними братами та сестрами: Сара Луїза, Джон Томас, Фані Квантрелл і Арчі Пейтон.

## Громадянська війна

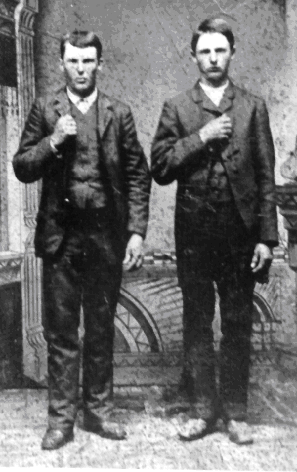
Джесі разом з братом Френком. 1872 рік

Громадянська війна перервала мирне життя родини Семюель-Джеймс, що встигла до того часу купити 7 рабів, які вирощували тютюн на фермі, що належала родині. Штат Міссурі був прикордонним між ліберальної Північчю та рабовласницьким Півднем, але близько 75 % його населення були вихідцями з Верхнього Півдня з відповідною культурою. Тому Міссурі закономірно став однією з головних територій війни.
Сім'я Семюель-Джеймс спочатку стала на сторону конфедератів, служачи під проводом Чарльза Куантрілла, одного з командирів армії конфедератів. Френк Джеймс вступив у громадянське ополчення штату і брав участь у знаменитій битві біля струмка Вілсон, хоча незабаром захворів та повернувся додому. Саме в цей час він навчився красти коней та холоднокровно вбивати. 1863 року він був упізнаний як член герільї, що діяла в тому районі. У травні цього ж року загін союзної міліції здійснив набіг на ферму Семюел-Джеймсів у пошуках групи Френка. Вони катували Рубена Семюеля і в підсумку повісили його на дереві. Згідно з легендою, молодого Джессі було висічено батогами.
1866 року Джессі вперше пограбував банк. Сімома роками пізніше його банда вперше зупинила та пограбувала поїзд, захопивши 2000 доларів. З того часу вона ставала дедалі знаменитішою, грабувала та вбивала іноді по дві карети в день.

## Смерть

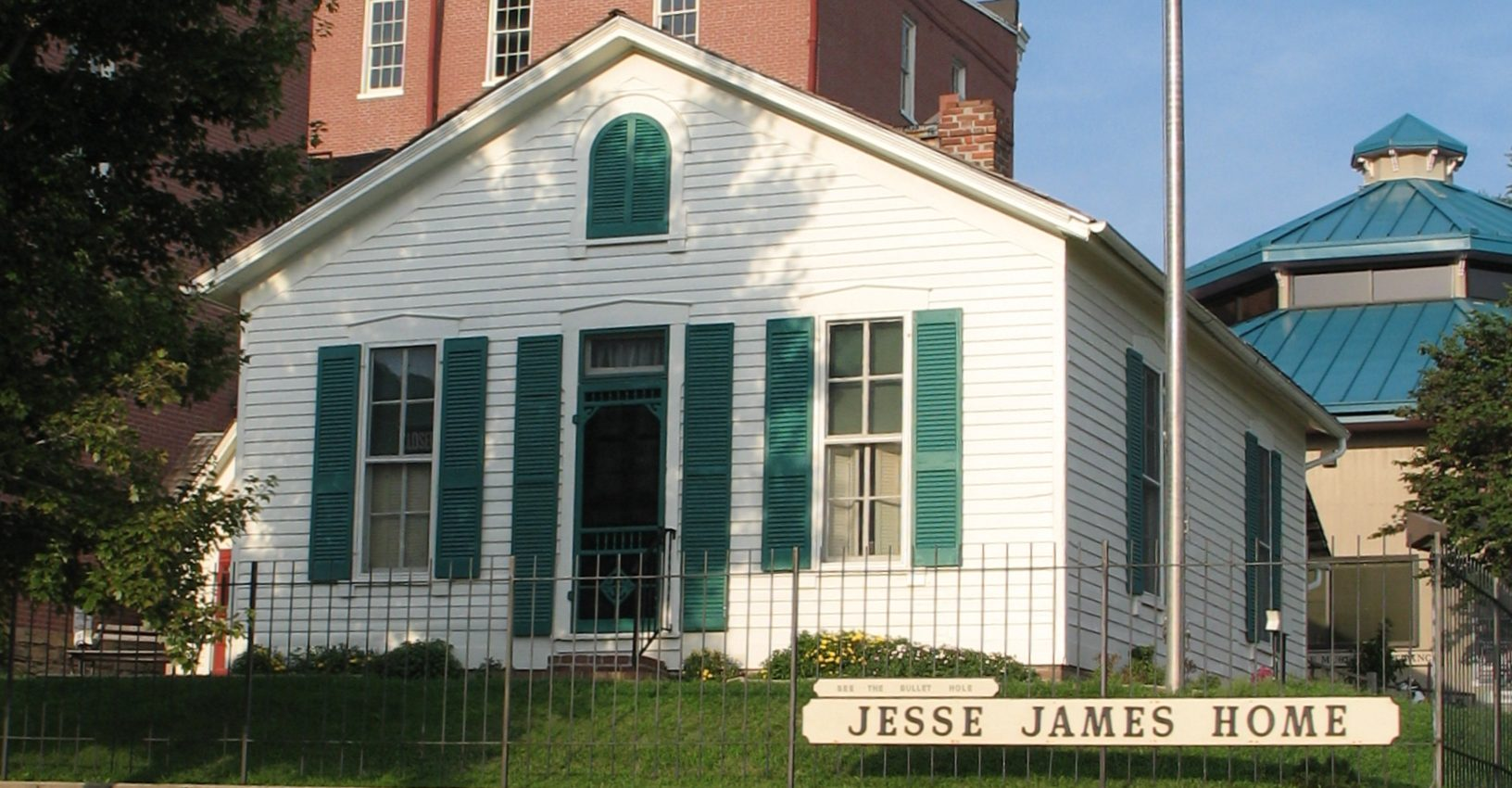
Будинок, у якому було вбито Джеймса

Смерть наздогнала його несподівано, його застрелив Боб Форд із пістолета, подарованого Джеймсом на знак примирення. Постріл було завдано в той момент, коли Джессі, знявши з себе всю зброю (чого він ніколи не робив), повернувся до Форда спиною, щоб поправити картину на стіні. Боб Форд сподівався, окрім обіцяної губернатором нагороди, здобути ще й визнання з боку жителів Америки, але на свій величезний подив він його не здобув. Боба Форда стали лише зневажати. Після поневірянь по сусідніх штатах Форд заснував невеликий, але популярний бар у Колорадо. Одного ранку відвідувач Едвард О'Келлі ввалився в бар, де перебував лише Форд і бармен, та, промовивши «Привіт, Боб!», вистрілив упритул у Форда, який повернувся на привітання. О'Келлі було засуджено до довічного ув'язнення, але після того, як керівництво штату отримало петицію про пом'якшення О'Келлі покарання, підписану кількома тисячами громадян, його було помилувано.

## Джессі Джеймс як персонаж

### Кіно
- 1921 — Джессі Джеймс під чорним прапором/Jesse James Under the Black Flag/(Jesse James, Jr.)
- 1921 — Джессі Джеймс поза законом/Jesse James as the Outlaw/(Jesse James, Jr.)
- 1927 — Джессі Джеймс/Days of Jesse James/(Fred Thomson)
- 1938 — Джессі Джеймс. Герой поза часом/Jesse James/(Henry Fonda)
- 1939 — Дні Джессі Джеймса/Days of Jesse James/(Дон 'Red' Баррі)
- 1941 — Джессі Джеймс у безвихідному становищі/Jesse James at Bay/(Рой Роджерс)
- 1947 — Джессі Джеймс знову повертається/Jesse James Rides Again/(Клейтон Мур)
- 1949 — Я застрелив Джессі Джеймса/I Shot Jesse James/(Рід Хедлі)
- 1950 — Канзаські розбійники/Kansas Raiders/(Оді Мерфі)
- 1951 — Велике пограбування в Міссурі/The Great Missouri Raid/(Макдональд Кері)
- 1954 — Жінка Джессі Джеймса/Jesse James Women/(Дон 'Red' Баррі)
- 1957 — Справжня історія Джессі Джеймса/True Story of Jesse James/(Роберт Вагнер)
- 1959 — Псевдонім — Джессі Джеймс/Alias Jesse James/(Уенделл Корі)
- 1960 — Молодий Джессі Джеймс/Young Jesse James/(Рей Стріклін)
- 1965 — Легенда про Джессі Джеймса/The Legend of Jesse James/(справа Аллен)
- 1966 — Джессі Джеймс зустрічає дочку Франкенштейна/Jesse James Meets Frankenstein's Daughter/(Джон Люптон)
- 1969 — Час помирати/A Time for Dying/(Бадд Беттікер)
- 1972 — Великий наліт на Нортфілд, Міннесота/The Great Northfield Minnesota Raid/(Роберт Дюваль)
- 1980 — Ті, що скачуть здалеку/The Long Riders/(Джеймс Кіч)
- 1986 — Останні дні Френка та Джессі Джеймса/The Last Days of Frank and Jesse James/(Кріс Крістофферсон та Джонні Кеш)
- 1991 — Щасливчик Люк/Lucky Luke
- 1994 — Френк та Джессі/Frank and Jesse/(Роб Лоу)
- 1999 — Чистилище/Purgatory/(Ерік Робертс і Джон Девід Souther)
- 2001 — Американські герої/American Outlaws/(Колін Фаррелл)
- 2005 — Так само, як Джессі Джеймс/Just like Jesse James/(Сем Шепард)
- 2005 — Джессі Джеймс: Легенда, Злочинець, Терорист/Jesse James: Legend, Outlaw, Terrorist/фільм Discovery HD
- 2007 — Як боязкий Роберт Форд убив Джесі Джеймса/The Assassination of Jesse James by the Coward Robert Ford/(Бред Пітт)
- 2010 — Американські бандити: Френк і Джессі Джеймс/American Bandits: Frank and Jesse James/(Пітер Фонда)

### Телебачення
- В епізоді серіалу «Поза часом» (Timeless) під назвою «Вбивство Джессі Джеймса» (вийшов в ефір 23 січня 2017 року) Джессі Джеймса було врятовано від убивства Фордами, але потім його вбила головна героїня серіалу.

### Ігри
- 1991 — Bill & Ted's Excellent Video Game Adventure
- 2001 — Gunfighter: The Legend of Jesse James
- 2013 — Call of Juarez: Gunslinger